# Dora (cantora)
Dora Maria Reis Dias de Jesus (Lisboa, 20 de maio de 1966) é uma cantora portuguesa.

## Biografia
Uma amiga da família incentivou-a a participar no concurso de apuramento da Cinderela portuguesa, não ganhou o concurso mas os responsáveis pela selecção das candidatas gostaram da concorrente e convidaram-na para defender o tema "Não Sejas Mau para Mim" no Festival RTP da Canção de 1986. O tema interpretado por Dora acabou por vencer e esta foi representar Portugal em Berga, na Noruega, onde ficou classificada em 14º lugar. A versão internacional da canção inclui os temas "You're Hurting Me" e "This Will Be The Last Time". É então que em 1986 lança um single com os temas "Easy" e "Seventeen" e outro com os temas "Our Love" e "You'll Never Get Me". O tema "Easy" é integrado na banda sonora da telenovela "Corpo Santo" da Rede Manchete e é lançado no Brasil um máxi-single com os temas "Easy" e "17".
Em Julho de 1987 é lançado o single "Já Dei". Acaba por colaborar com os Onda Choc no tema "Ser Artista Não É Fácil", e é em Março de 1988 que ganha o 1º Prémio Nacional de Música, realizado no Casino Peninsular da Figueira da Foz, com o tema "Déjà Vu". Este tema foi apurado para a final do Festival RTP da Canção desse ano, no entanto o tema escolhido para concorrer ao Festival da Eurovisão foi "Voltarei".
Participa no musical "Enfim Sós", e é nessa peça que encontra o seu marido, Jorge Paiva. Chega a interromper as actuações na peça devido à lua de mel que decorreu no Brasil. Em Dezembro de 1988, Dulce Pontes substituiu Dora na peça "Enfim Sós". Em 1990 participa no Festival da OTI, realizado em Las Vegas, com a canção "Quero Acordar".

## Regresso
Foi viver para o Brasil tendo regressado em 2001. Participou na banda sonora da novela "Lusitana Paixão" e depois actuou em vários espectáculos no Casino Estoril, tais como "Egoísta" e "Fruta Cores". Teve, em 2007, uma canção na banda sonora da novela Fascínios, da TVI. Mais recentemente (2012) participou no programa "A Tua Cara não Me É Estranha".
Em 2013 foi a protagonista da edição de fevereiro da revista Playboy. No interior da publicação, a cantora mostra o seu lado mais ousado e surge em várias fotografias em nu integral, pela objetiva da fotógrafa Ana Dias.
No início de 2014 trabalhou no McDonald's, tento saído devido à exposição mediática.
Em 2014 tem três filhos, Simão, de 29 anos, Jorge, de 24, e Carolina, de 9.
Em 2021 estreia-se no Teatro de Revista com "Vamos ao Parque" no Teatro Maria Vitória, Parque Mayer. 

## Discografia
- Não Sejas Mau para Mim (Single, Dacapo Records, 1986)
- Easy/17 Seventeen (Single, CBS, 1986)
- Our Love (Single, CBS, 1986)
- Já Dei/Lies (Single, CBS, 1987)
- Voltarei (Single, CBS, 1988)
- Dejà Vu (Single, CBS, 1988)
- Déjà Vu (LP, CBS, 1988)

Compilações
- A Vida Inteira (Não Tem Fim)